# Takashi Shōji
Takashi Shōji (jap. 庄司 孝, Shōji Takashi; * 14. September 1971 in der Präfektur Chiba) ist ein ehemaliger japanischer Fußballspieler.

## Karriere
Shōji erlernte das Fußballspielen in der Schulmannschaft der Funabashi High School. Seinen ersten Vertrag unterschrieb er 1990 bei den Hitachi (heute: Kashiwa Reysol). 1995 wechselte er zum Ligakonkurrenten NEC Yamagata (heute: Montedio Yamagata). Für den Verein absolvierte er 129 Spiele. 2000 wechselte er zum Ligakonkurrenten Ōita Trinita. Für den Verein absolvierte er 21 Spiele. Danach spielte er bei den Sun Miyazaki (2002–2004). Ende 2004 beendete er seine Karriere als Fußballspieler.